# Triunfo (Río Grande del Sur)
Triunfo es un municipio brasileño del estado de Río Grande del Sur.
Se encuentra ubicado a una latitud de 29º56'36" Sur y una longitud de 51º43'05" Oeste, estando a una altitud de 31 metros sobre el nivel del mar. Su población estimada para el año 2004 era de 24.343 habitantes.
Ocupa una superficie de 824,96 km².
- Datos: Q606083
- Multimedia: Triunfo (Rio Grande do Sul) / Q606083

1. ↑  Worldpostalcodes.org,código postal n.º 95840-000.